# (8224) Fultonwright
(8224) Fultonwright  es un asteroide perteneciente al cinturón de asteroides, descubierto el 6 de agosto de 1996 por Paul G. Comba desde el Observatorio de Prescott, en Estados Unidos.

## Designación y nombre
Fultonwright se designó inicialmente como 1996 PE.
Más adelante fue nombrado en honor al colaborador de Comba y astrónomo aficionado estadounidense Fulton Wright Jr. (n. 1936).

## Características orbitales
Fultonwright orbita a una distancia media del Sol de 2,7947 ua, pudiendo acercarse hasta 2,3408 ua y alejarse hasta 3,2486 ua. Tiene una excentricidad de 0,1624 y una inclinación orbital de 4,3416° grados. Emplea en completar una órbita alrededor del Sol 1706 días.

## Características físicas
Su magnitud absoluta es 14,1. Tiene 5,287 km de diámetro. Su albedo se estima en 0,132.